# Megachile bioculata
Megachile bioculata là một loài Hymenoptera trong họ Megachilidae. Loài này được Pérez mô tả khoa học năm 1902.